# Matej Beňuš
Matej Beňuš (* 2. November 1987 in Bratislava, Tschechoslowakei) ist ein slowakischer Slalom-Kanute.

## Erfolge
2010 konnte er den Gesamtweltcup im Einer-Canadier (C1) Wettbewerb für sich entscheiden.
Bei den Olympischen Spielen 2016 in Rio de Janeiro gewann er die Silbermedaille im Einer-Canadier. Nur Denis Gargaud Chanut aus Frankreich war noch schneller als er gewesen.
Während der Eröffnungsfeier der Olympischen Sommerspiele 2020 war er, gemeinsam mit der Schützin Zuzana Štefečeková, der Fahnenträger seiner Nation.
Bei den Olympischen Spielen 2024 in Paris gewann er im Einer-Canadier hinter dem Franzosen Nicolas Gestin und dem Briten Adam Burgess die Bronzemedaille.
Seine ältere Schwester Dana Mann (geborene Beňušová) ist ebenfalls eine erfolgreiche Kanutin und konnte bereits WM-Gold im Kanuslalom gewinnen.

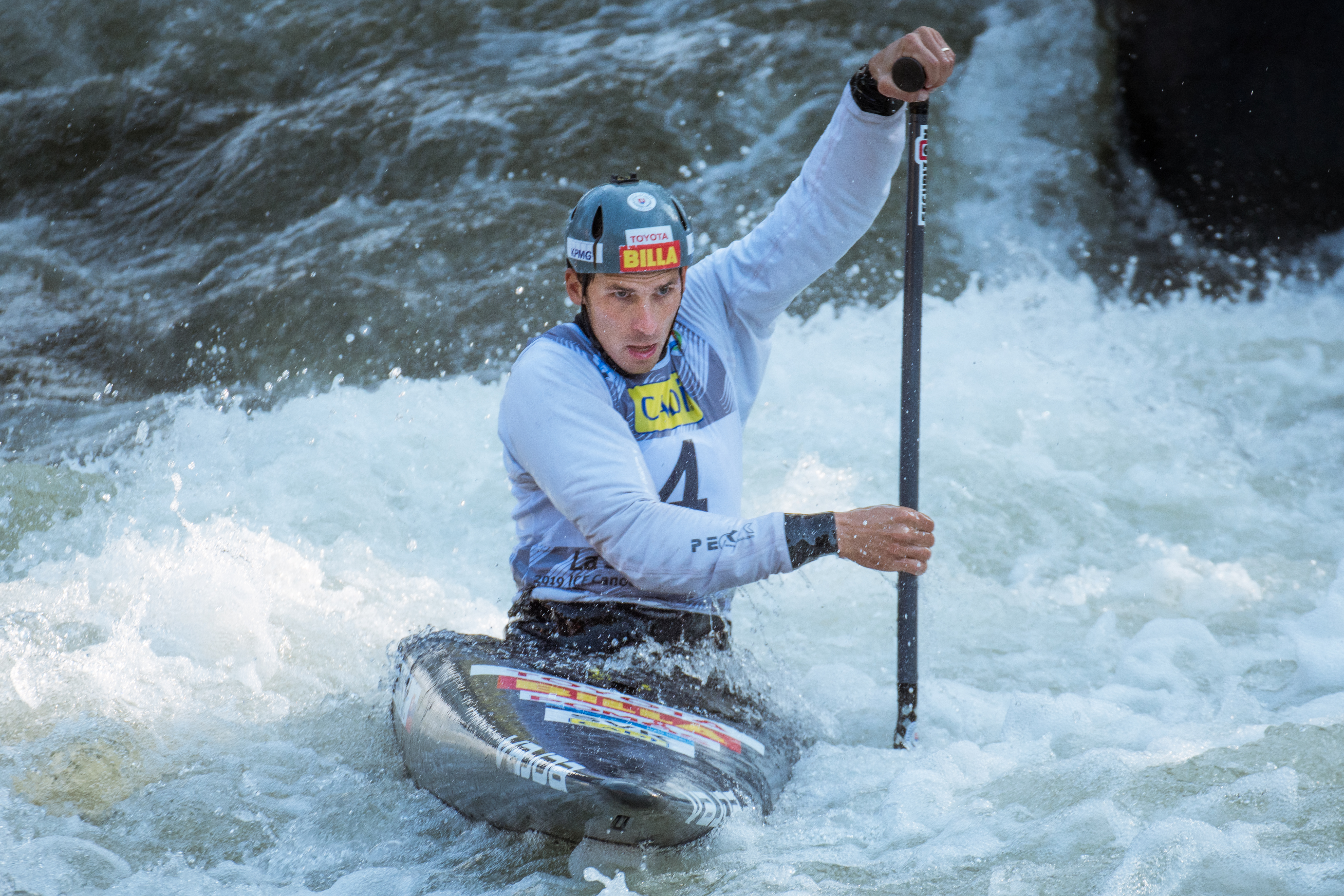
Matej Beňuš (2019)